# Microchilus callophylloides
Microchilus callophylloides är en orkidéart som först beskrevs av Leslie Andrew Garay, och fick sitt nu gällande namn av Paul Ormerod. Microchilus callophylloides ingår i släktet Microchilus och familjen orkidéer. Inga underarter finns listade i Catalogue of Life.